# Елрод (Північна Кароліна)
Елрод (англ. Elrod) — переписна місцевість (CDP) в США, в окрузі Робсон штату Північна Кароліна. Населення — 391 особа (2020).

## Географія
Елрод розташований за координатами 34°36′26″ пн. ш. 79°13′51″ зх. д. / 34.60722° пн. ш. 79.23083° зх. д. (34.607243, -79.230760).  За даними Бюро перепису населення США в 2010 році переписна місцевість мала площу 13,83 км², уся площа — суходіл.

## Демографія
Згідно з переписом 2010 року, у переписній місцевості мешкало 417 осіб у 160 домогосподарствах у складі 107 родин. Густота населення становила 30 осіб/км².  Було 192 помешкання (14/км²).
Расовий склад населення:
| - 68,3 % — корінних американців - 14,1 % — чорних або афроамериканців - 12,2 % — білих - 1,0 % — осіб інших рас |

До двох чи більше рас належало 4,3 %. Частка іспаномовних становила 2,6 % від усіх жителів.
За віковим діапазоном населення розподілялося таким чином: 23,5 % — особи молодші 18 років, 65,5 % — особи у віці 18—64 років, 11,0 % — особи у віці 65 років та старші. Медіана віку мешканця становила 41,6 року. На 100 осіб жіночої статі у переписній місцевості припадало 91,3 чоловіків;  на 100 жінок у віці від 18 років та старших — 86,5 чоловіків також старших 18 років.
Середній дохід на одне домашнє господарство  становив 34 579 доларів США (медіана — 20 139), а середній дохід на одну сім'ю — 37 255 доларів (медіана — 23 750). Медіана доходів становила 36 354 долари для чоловіків та 26 339 доларів для жінок. За межею бідності перебувало 37,3 % осіб, у тому числі 52,0 % дітей у віці до 18 років та 0,0 % осіб у віці 65 років та старших.
Цивільне працевлаштоване населення становило 171 особа. Основні галузі зайнятості: освіта, охорона здоров'я та соціальна допомога — 32,7 %, виробництво — 21,1 %, роздрібна торгівля — 9,9 %, публічна адміністрація — 8,8 %.